# Historia Gdyni
Historia Gdyni – dzieje miasta od czasów osadnictwa do czasów współczesnych.

## Średniowiecze: między własnością cysterską a rycerską

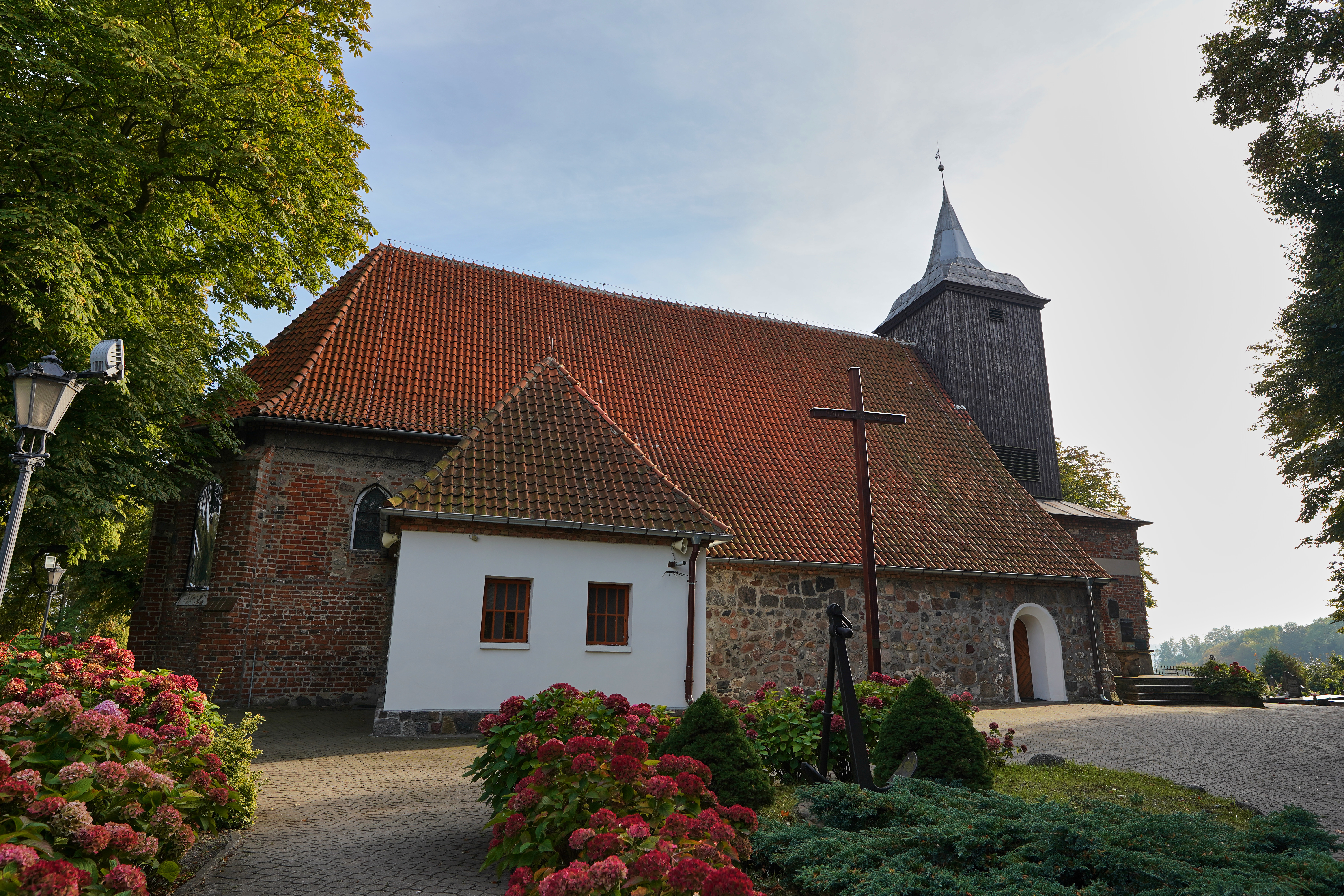
Oksywie, kościół parafialny (widok współczesny)

Początki Gdyni nie są znane. Po raz pierwszy została wspomniana w dokumencie biskupa włocławskiego Wolimira z 1253 r.; rozstrzygał on spór terytorialny między proboszczami w Rumi i Oksywiu. Pod nazwą Gdina wieś została wymieniona jako wchodząca w skład parafii oksywskiej; żadnych innych informacji o wsi dokument nie podawał. Oksywie było pierwszą miejscowością wchodzącą w XXI w. w skład Gdyni kiedykolwiek wymienioną w dokumentach; w roku 1209 książę Mściwój I przekazał Oksywie – wymienione pod nazwą „Oxhoft” – zakonowi norbertanek w Żukowie.

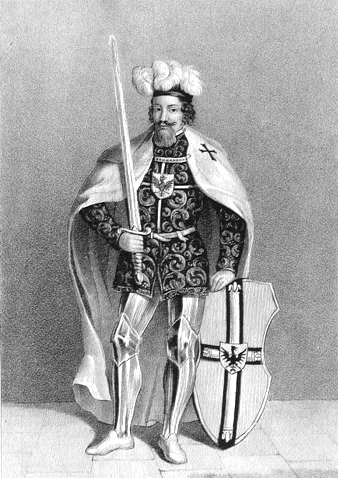
Winrich von Kniprode

Kwestia feudalnej podległości wsi w okresie średniowiecznym jest niejasna. Według niektórych źródeł w połowie XIII wieku wieś Gdynia i położone na południe od niej miejscowości wchodzące obecnie w skład miasta były własnością klasztoru cystersów z Oliwy, a w ciągu następnego stulecia na podstawie nieznanego mechanizmu jej właścicielem został bogaty pomorski szlachcic, Jan z Różęcina (dziś Rusocin), wnuk kasztelana puckiego Wojsława z Różęcina. Inni autorzy uważają natomiast, że Gdynia pierwotnie była własnością książęcą, przekazaną na przełomie XIII i XIV wieku Rusocińskim; od tego czasu pozostawała przez około 100 lat rodową własnością rycerską, aż odziedziczył ją kolejny przedstawiciel rodu Rusocińskich, właśnie Jan z Różęcina.
W roku 1365 Gdynia otrzymała z rąk wielkiego mistrza Winricha von Kniprode (od roku 1308 Pomorze należało do Zakonu) przywilej lokacyjny na prawie chełmińskim. Władzę lokalną sprawowali dwaj sołtysi, zobowiązani do lekkozbrojnej służby konnej, wszyscy gburzy obciążeni byli podatkiem i rentą produktową na rzecz dworu, a prawo połowu w morzu również uwarunkowane było uiszczeniem opłaty. W latach 80. XIV wieku Jan z Różęcina za zgodą administracji krzyżackiej ufundował w lasach kaszubskich klasztor, do którego sprowadził zakon kartuzów; z czasem w miejscu tym powstaną Kartuzy. W roku 1382 Jan dokonał kolejnej donacji i przekazał Gdynię sprowadzonym kartuzom. Przynależne wsi tereny liczyły wówczas wraz z nieużytkami ok. 680 ha.

## Okres nowożytny: pod rządami kartuzów

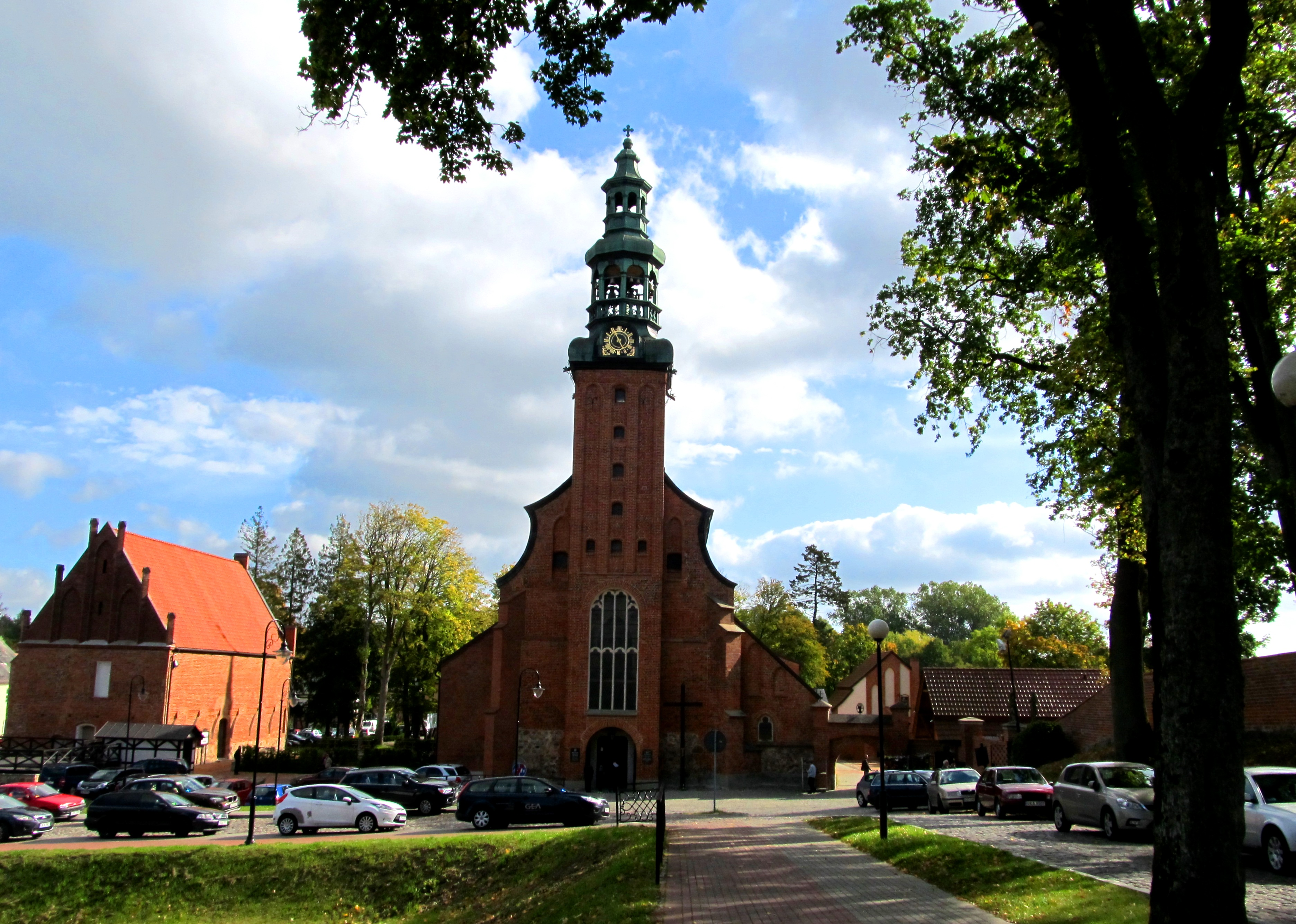
Kolegiata i klasztor kartuzów, Kartuzy (widok współczesny)

Od schyłku XIV wieku do schyłku XVIII wieku przez kolejne 400 lat Gdynia była własnością klasztorną należącą do kartuskich kartuzów; wieś płaciła im coroczny czynsz, inne opłaty oraz zobowiązana była do szarwarków. Powrót w granice Polski po roku 1466 nie zmienił sytuacji. Z przeprowadzanych sporadycznie przez kartuzów inwentarzy wynika, że przez kolejne stulecia również wielkość Gdyni zbytnio się nie zmieniała: pojedyncze spisy z wieków XVI, XVII i XVIII wykazują liczbę 7-8 gburów i podobną liczbę zagrodników (prawdopodobnie ok. 100-120 mieszkańców razem). Wcześniejsze opracowania twierdziły, że kartuzi sprowadzali niemieckich osadników oraz że spośród nich mianowali zwykle sołtysa, ale późniejsze prace nie powtarzają tej tezy. Od połowy XVII wieku do upadku Rzeczypospolitej sołectwo należało do kolejnych przedstawicieli rodziny Blumhoffów.
Od średniowiecza istniały we wsi karczmy; sołtys był zwykle karczmarzem. Potem kartuzi wybudowali we wsi również własną gospodę oraz cegielnię, którą wydzierżawili; funkcjonowała ona jednak stosunkowo krótko. Powiększyli też obszar Gdyni przez dodanie do areału wiejskiego obszaru sąsiednich łąk. Do istniejącego przysiółka Grabówek włączono 6 włók (ok. 100 ha) lasu na potrzeby opałowe i budowlane. Na tzw. Gdyńskich Górkach (dzisiejsza Kamienna Góra) funkcjonował folwark klasztorny, a na wzniesieniach na południe od wsi klasztor założył sad. Również sąsiednie tereny wiejskie, które później wejdą w skład miasta Gdynia, należały w większości do instytucji kościelnych.

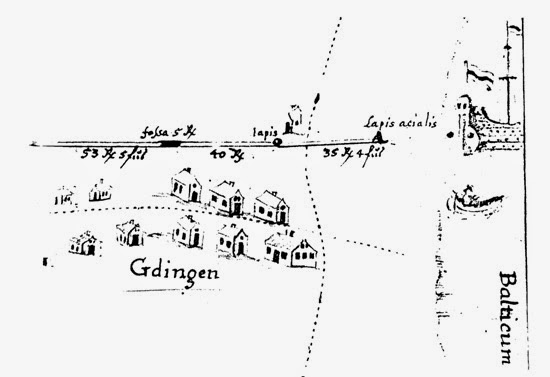
Pierwszy znany plan Gdyni, 1731

W 1634 r. hetman Stanisław Koniecpolski, a następnie inżynier wojskowy Jan Pleitner zaproponowali królowi Władysławowi IV budowę przy Gdyni portu wojennego; planu tego nie zrealizowano. Najtragiczniejszym do tej pory epizodem w historii wsi były toczone w roku 1734 walki między stronnikami Stanisława Leszczyńskiego i Augusta III Sasa. Podczas kampanii przeciw Gdańskowi, gdzie schronił się Leszczyński, oddziały rosyjskie spaliły niemal wszystkie domy w Gdyni: sołectwo, 7 zagród gburskich, 5 zagrodniczych i 8 innych budynków, które odbudowywano potem w trudnych warunkach zimowych. Kartuzi na 3 lata zwolnili wieś z jakichkolwiek czynszów, kontrybucji i szarwarków. W kolejnych latach zanotowano we wsi wyraźny spadek populacji.

## Wiek XIX: panowanie pruskie

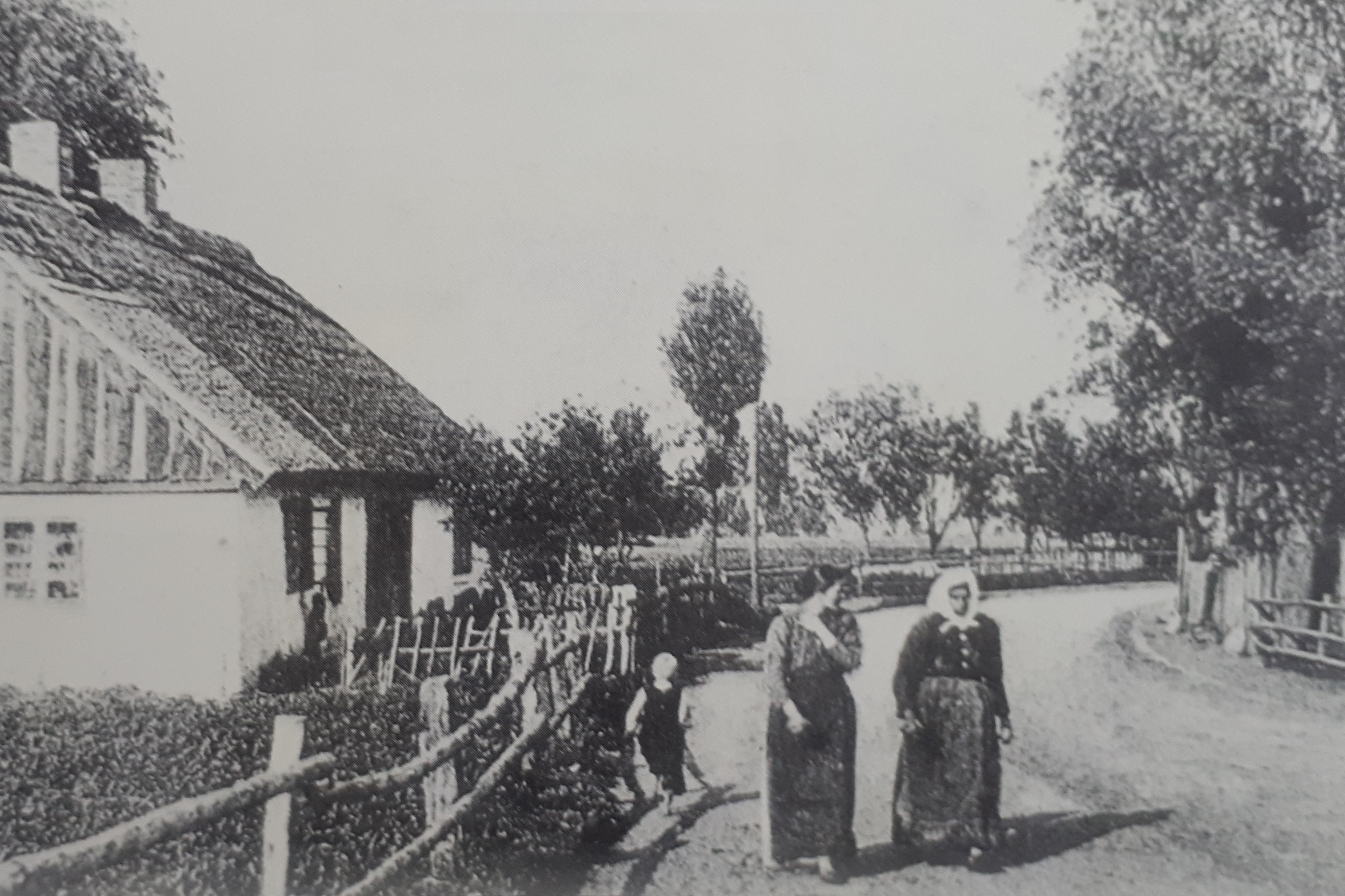
Gdynia, XIX wiek

Prusy zajęły Pomorze i Gdynię w ramach I rozbioru Polski w roku 1772. Niemal natychmiast po ustanowieniu własnej administracji specjalnym edyktem dokonano wywłaszczenia kartuzów, a Gdynia stała się domeną kamery królewskiej. Przeprowadzony wówczas pierwszy urzędowy spis wykazał 71 mieszkańców i 7 łanów (ok. 126 ha) ziemi uprawnej. Kolejne spisy z lat 80. XVIII wieku wykazały 154 mieszkańców (w tym 152 katolików) mieszkających w 21 domach. Przyczyna podwojenia się liczby mieszkańców w ciągu 10–15 lat jest nieznana.
Pierwsze dekady XIX wieku przyniosły znaczne zmiany agrarne. Z terenu wsi wyłączono były folwark klasztorny, który stał się dziedziczną dzierżawą generała von Kauffberga; sprzedawany, z czasem przechodził on w kolejne ręce. Zlikwidowano większość wspólnych terenów wiejskich (głównie łąki, pastwiska, torfowiska) i podzielono je między chłopów, którzy w ramach tzw. pruskiej drogi do kapitalizmu zaczęli stopniowo przejmować prawo własności do gospodarstw i gruntów. Sołectwo było dziedziczne i od końca XVIII wieku należało do rodziny Kurrów. Od lat 20. XIX wieku z Gdańska przez skraj Gdyni prowadziła na północ rządowa droga bita. W 3. dekadzie stulecia ludność wsi liczyła ok. 200 osób. W połowie XIX wieku całkowicie zanikły już resztki instytucji postfeudalnych i rolnictwo gdyńskie funkcjonowało na zasadach gospodarki towarowo-pieniężnej.
Struktura narodowo-wyznaniowa wsi Gdynia na koniec roku 1892 przedstawiała się następująco: 667 Kaszubów (629 katolików i 38 ewangelików) oraz 156 Niemców (15 katolików i 141 ewangelików).

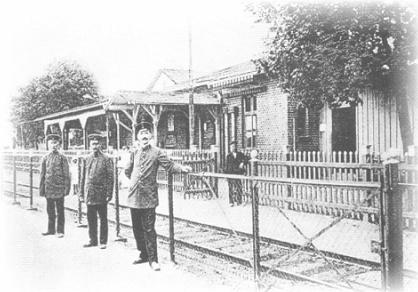
Przystanek Gdingen

W roku 1870 w sąsiedztwie zachodniego krańca wsi zbudowano linię kolejową, łączącą Gdańsk ze Szczecinem. W Gdyni nie było wtenczas jeszcze przystanku Na przełomie dekad władze pruskie dokonały reformy administracyjnej tworząc gminę wiejską (Landgemeinde) Gdynia; w jej skład oprócz wsi Gdynia weszły sąsiednie przysiółki i kolonie, jak Grabówek (na północny zachód) i Świętojańskie (na południe). Landgemeinde Gdingen weszła w skład wójtostwa (Amt-Bezirk) Chylonia, które z kolei podlegało powiatowi (Kreis) w Wejherowie (po roku 1884 krótko powiatowi w Pucku); ten był częścią rejencji (Regierunsbezirk) Gdańsk, a ta wchodziła w skład prowincji (Provinz) Prusy Zachodnie. Cała gdyńska gmina wiejska liczyła wtedy wg urzędowych spisów 1 174 mieszkańców. W roku 1894 we wsi powstał przystanek kolejowy.

## Początek XX wieku:Ostseebad Gdingenczyboża zatoczka

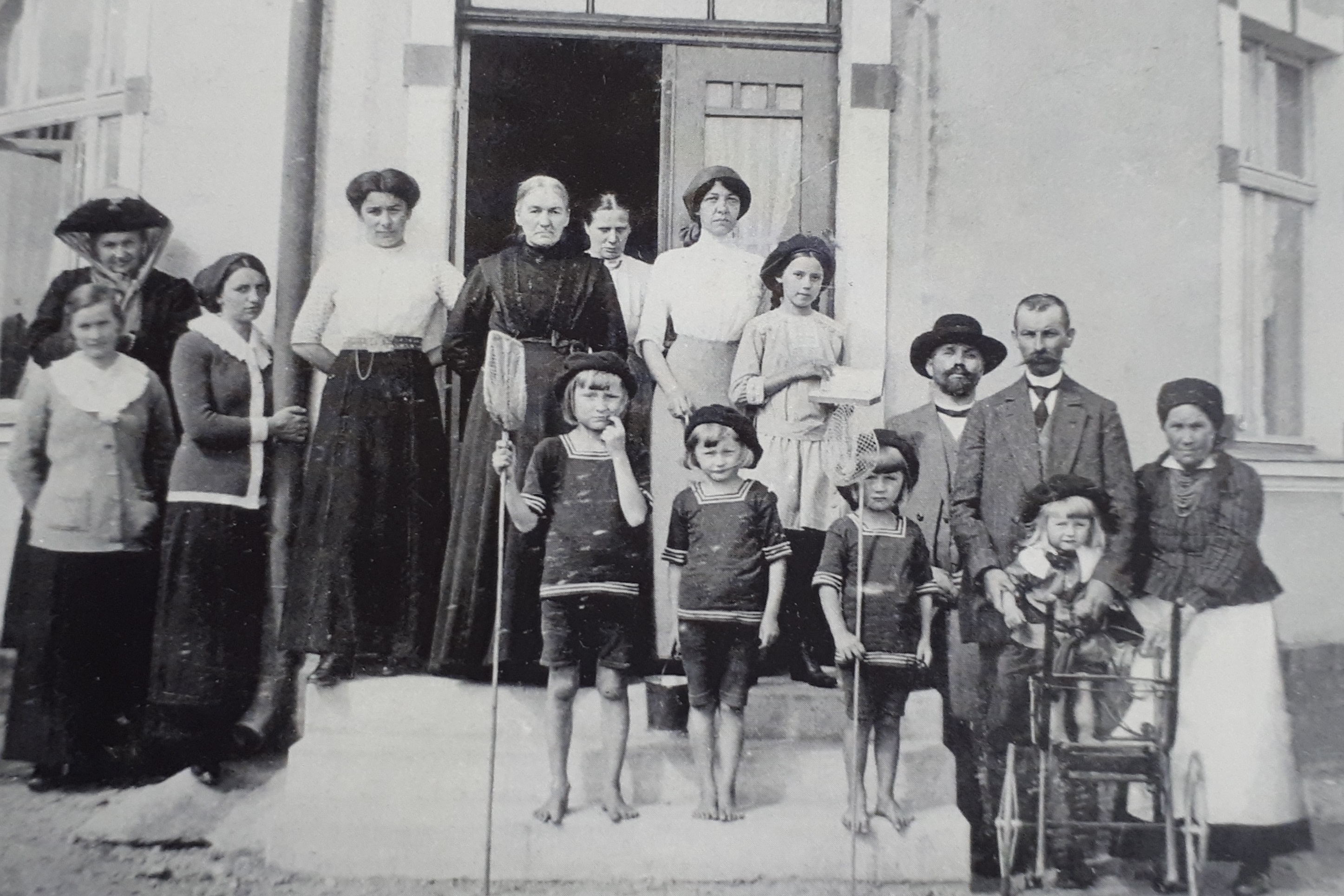
Miejscowi i letnicy

Spis z roku 1905 wykazał w gminie wiejskiej Gdynia 1 229 mieszkańców (68% katolików i 32% ewangelików); sama wieś liczyła 895 mieszkańców i 101 domów. Struktura zawodowa jest nieznana i nie wiadomo, jaki odsetek utrzymywał się głównie z rybołówstwa. Prawdopodobnie sporą grupę stanowili pracownicy lokalnych zakładów przemysłowych (2-3 cegielnie, tartaki, wapiennik, młyn) i warsztatów (szkutniczych, kowalskich). Pracę dawały kolej oraz usługi (trzy karczmy, rzeźnia, transport). Znaczącą rolę zaczynał też odgrywać rosnący sektor usług turystycznych. Nie wiadomo, jaka część mieszkańców utrzymywała się głównie z rolnictwa; niektórzy twierdzą, że większość. Kilku gospodarzy bliższych było statusu ziemian raczej niż chłopów. We wsi funkcjonowały sklepy, dwie szkoły (katolicka i ewangelicka) oraz placówka pocztowa (w szkole), nie było natomiast posterunku policji (najbliższy był w Chyloni) ani kościoła (parafia od stuleci znajdowała się na Oksywiu). Mimo że była od nich większa, przez mieszkańców sąsiednich wsi Gdynia uważana była za wieś biedną, o jej mieszkańcach wyrażano się lekceważąco.

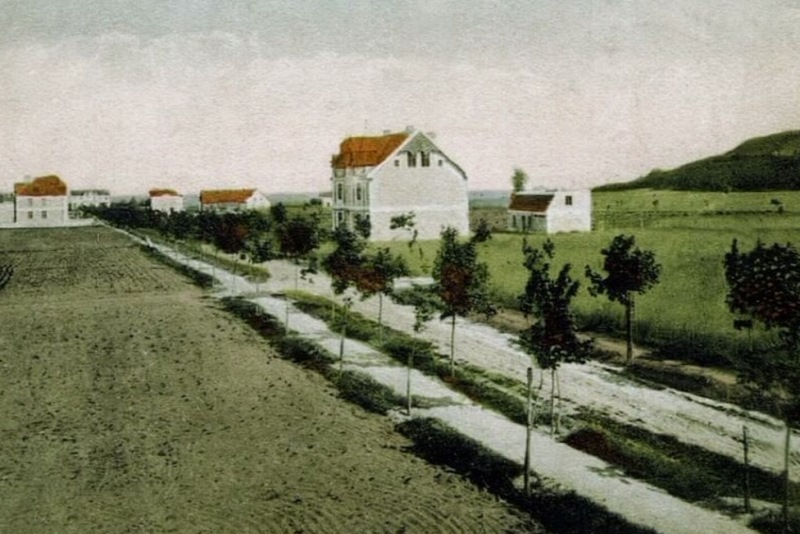
Kurhausallee

W pierwszych dwu dekadach XX wieku latem wieś zaczęła nabierać charakteru wypoczynkowego; rocznie do Gdyni przyjeżdżało ok. 500 gości. W roku 1904 nowo powstałe Ostseebad-Genossenschaft Gdingen zbudowało obszerny Kurhaus. Do niego od przystanku kolejowego poprowadzono drugą po krętej Altdorferstrasse ulicę, biegnącą prosto przez łąki Kurhausallee. Przy niej i w okolicach powstało kilka willi letniskowych, wybudowanych przez członków gdańskiej lub sopockiej burżuazji. Niektórzy miejscowi zaczęli też przerabiać swoje domy, dobudowując piętra i letnie werandy. W roku 1906 gmina zbudowała na plaży drewniane łazienki kąpielowe. Do rybackiego pomostu zaczęły przybijać statki wycieczkowe z Gdańska. Bryczki wiozące letników z Sopotu rzadko odwiedzały Gdynię; najczęściej docierały tylko do folwarku Adlerhorst/Orłowo, gdzie od połowy XIX wieku funkcjonował prywatny dom kuracyjny. W latach 1910. w Gdyni odpoczywali m.in. Nowaczyński, Sieroszewski i Nowowiejski, a relacje prasowe letników ukazywały się w prasie wszystkich trzech zaborów. W polskich relacjach upowszechniło się określenie „boża zatoczka”. Pojawiły się pierwsze niemieckie pocztówki z Gdynią.

## Stosunki narodowościowe w dobie Wielkiej Wojny

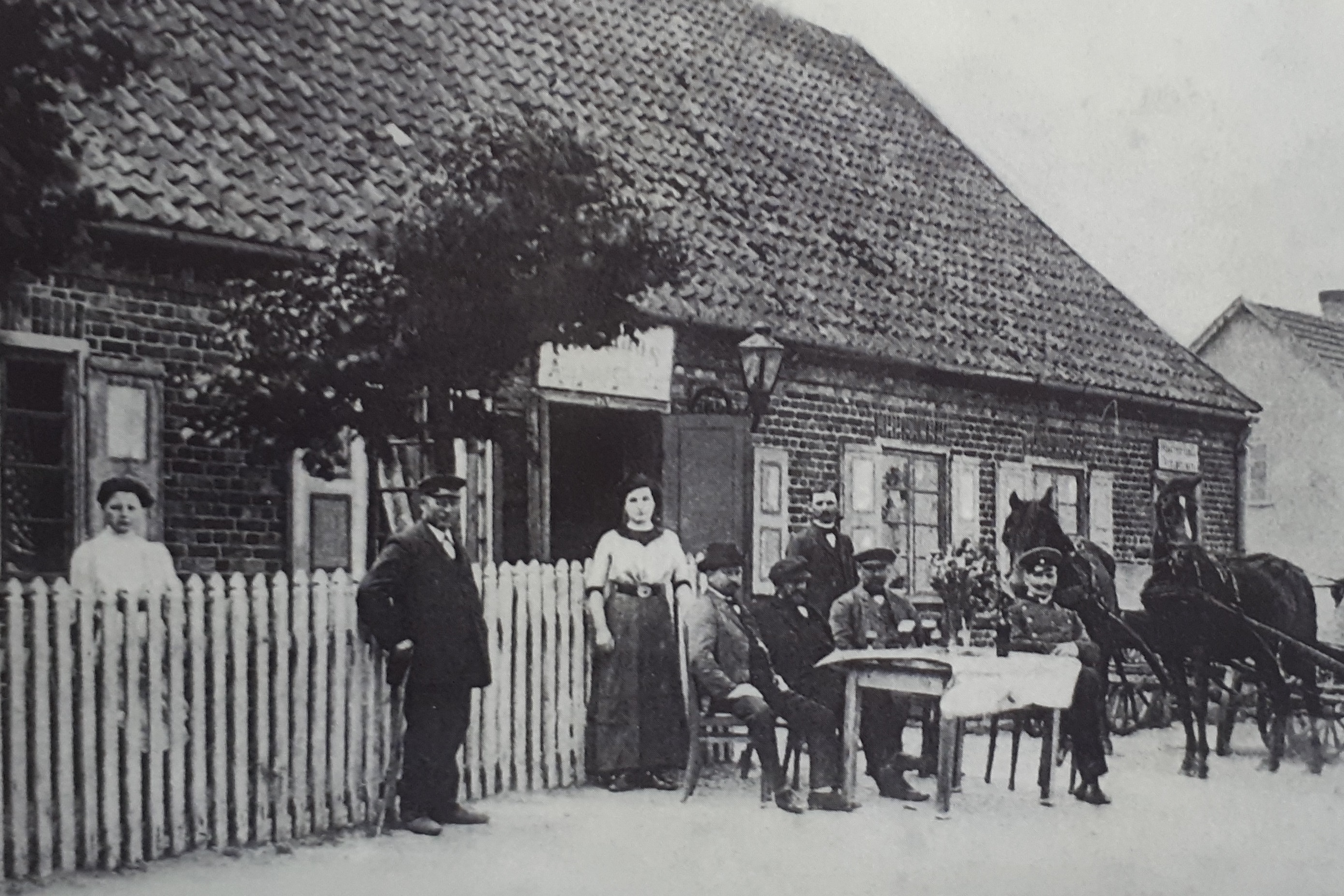
Scenka rodzajowa przed karczmą

Struktura narodowościowa Gdyni w początkach XX wieku jest nieznana. Pruskie statystyki szkolne rozróżniały między dziećmi niemieckimi, polskimi i kaszubskimi oraz wykazywały większość tych ostatnich przy minimalnym odsetku dzieci polskich. Ze spisów ludnościowych wynika, że 68% mieszkańców stanowili katolicy, co przez większość historyków i publicystów polskich traktowane jest jako pozostawanie w kręgu kultury polskiej. Pruskie mapy wykazywały w całym pasie przybrzeżnym od Gdańska do Rewy przewagę ludności niemieckojęzycznej. Polscy letnicy wskazywali na polski charakter wsi i pisali, że gdyńscy Kaszubi choć mówią specyficzną gwarą to śpiewają te same pieśni religijne co wszędzie na ziemiach polskich. Niektórzy podkreślali jednak brak wyraźnej tożsamości narodowej.
W tym czasie istniały w Gdyni ślady napięć na tle narodowym. Gdy w funkcjonującym od roku 1910 domu zakonnym sióstr szarytek posługę pełnił ks. Ludwik Rybka, zaniepokojone tonem jego homilii władze rejencji zażądały od biskupa chełmińskiego usunięcia sióstr; pozwolono im zostać dzięki petycji Gdynian do Berlina. Istnieje teoria, że ponawiane prośby dotyczące budowy przystani rybackiej były przez dziesięciolecia ignorowane z przyczyn politycznych. Zgodnie z nią, władze budowały infrastrukturę jedynie na terenach z przeważającą napływową ludnością niemiecką. Ostatecznie krótki prymitywny pirs zbudowano w roku 1906. Niektórzy twierdzą, że w związku z tym Niemcy dążyli do nadania wiosce charakteru rybackiego, a Polacy letniskowego.

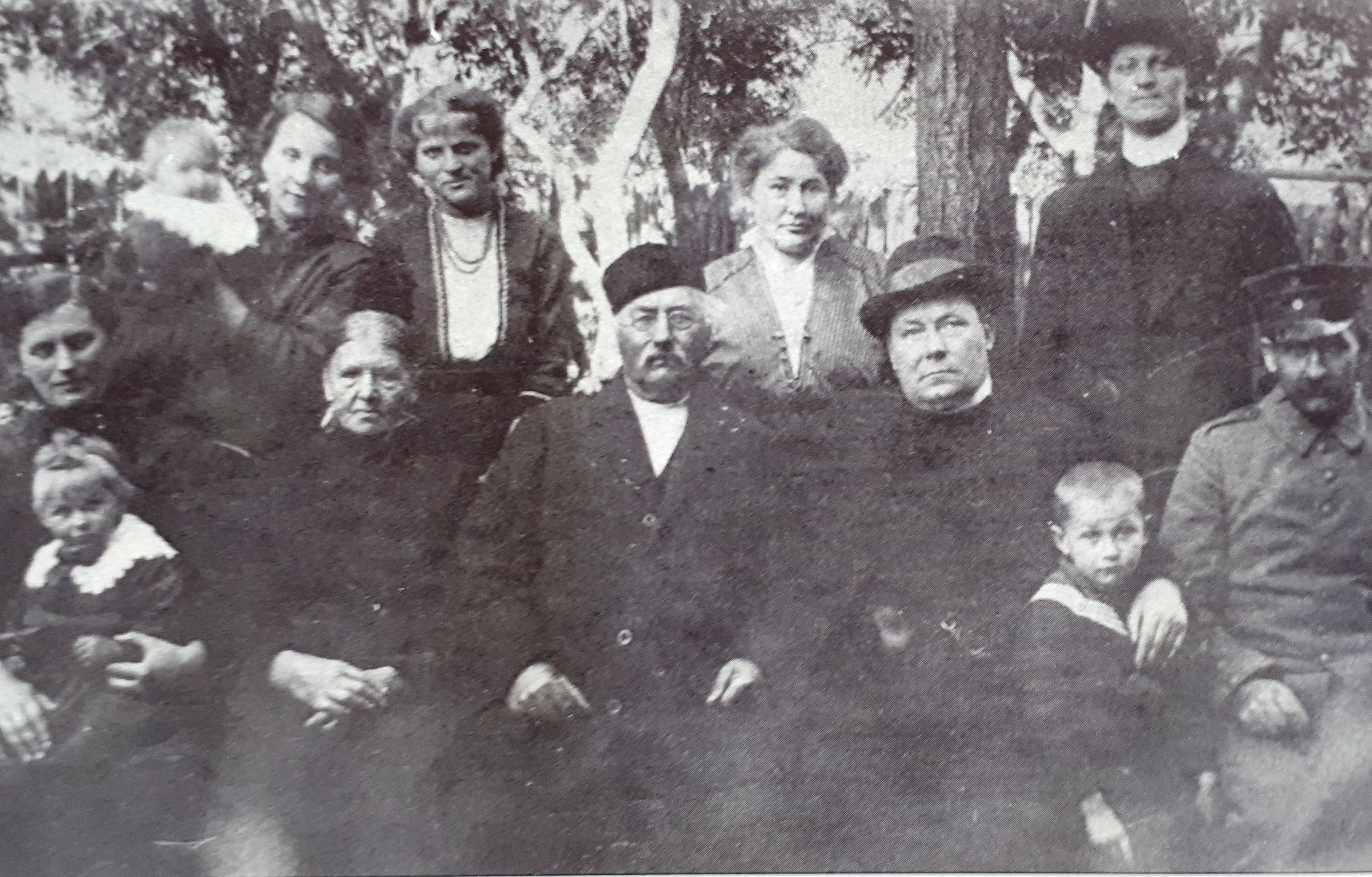
Kaszubska rodzina z Gdyni

Nie wiadomo, ilu mieszkańców Gdyni poległo w niemieckich mundurach na frontach Wielkiej Wojny; w mniejszej sąsiedniej wsi Chylonia zginęło co najmniej 40 mężczyzn. Do początków roku 1920 Gdynia pozostawała częścią Niemiec i w roku 1919 przeprowadzono na jej terenie wybory do Reichstagu oraz wybory prezydenta Niemiec; bliższe szczegóły nie są znane. Nic nie wiadomo o aktywności politycznej gdynian w tym okresie, choć dom Jana Radtke funkcjonował jako ośrodek polskiej działalności kulturalnej. We wrześniu 1919, a więc jeszcze kiedy Gdynia należała do Niemiec, Radtke zastąpił na stanowisku wójta Niemca Aarona Jansena. Skala ewentualnego exodusu gdyńskich Niemców po roku 1920 jest nieznana.

## Wcielenie Gdyni i okolic do II Rzeczypospolitej

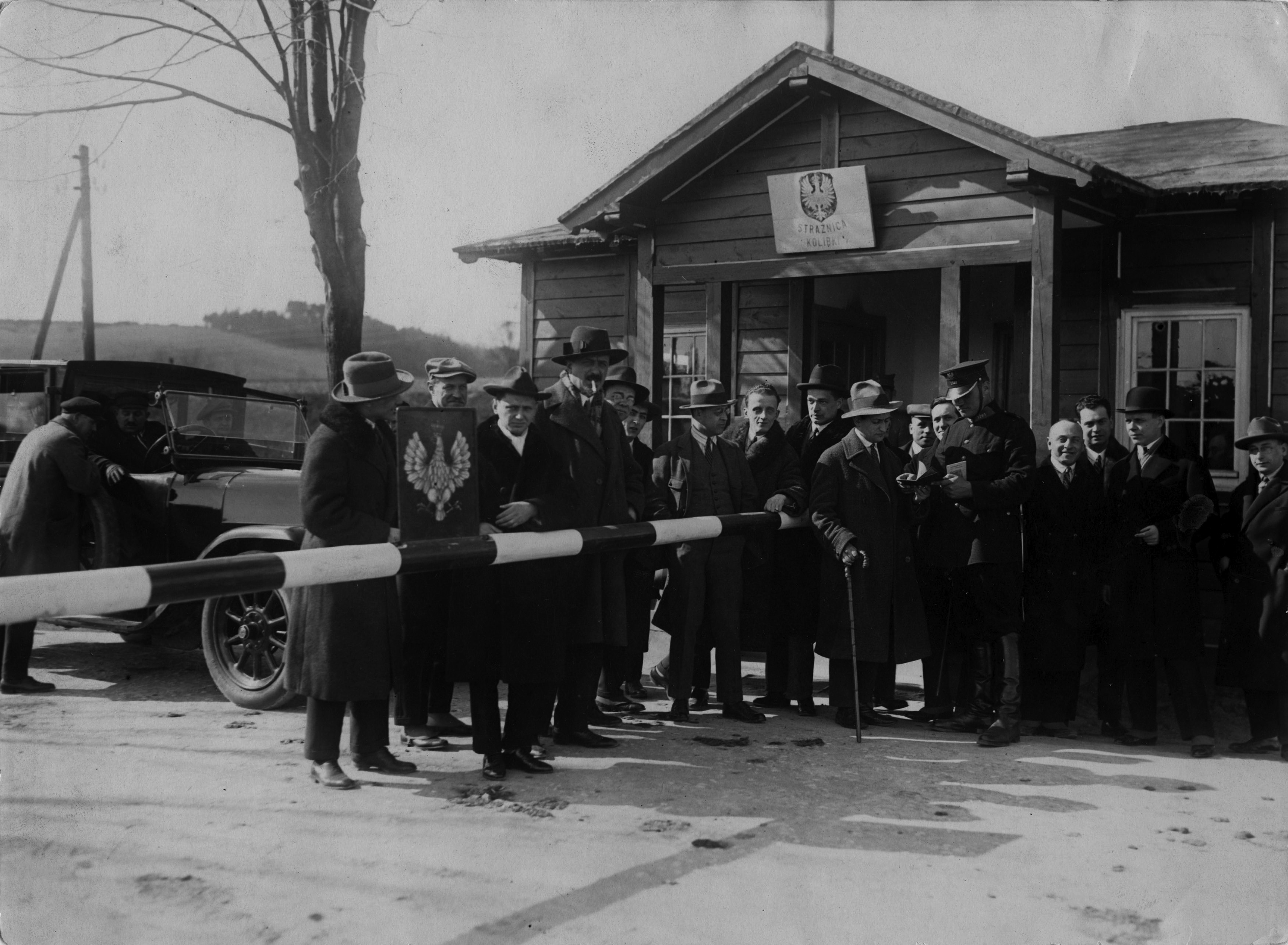
Kolibki: granica polsko-gdańska

Na mocy postanowień Traktatu Wersalskiego Gdynia znalazła się w II Rzeczypospolitej; wojsko polskie zajęło wieś w początkach lutego 1920. Choć na miejsce oficjalnych „zaślubin Polski z morzem” wybrano Puck, na skalę lokalną i bez pompy prawdopodobnie dzień wcześniej podobna ceremonia odbyła się w Gdyni. Po inkorporacji administracyjnej Gdynia miała ustrój gminy wiejskiej i podobnie jak inne przyłączone później do miasta gminy należała do powiatu wejherowskiego; wyjątkiem były wsie na Kępie Oksywskiej, które należały do powiatu puckiego. Oba powiaty znalazły się w województwie pomorskim ze stolicą w Toruniu.
W chwili wcielenia do Polski Gdynia była największą ze wszystkich okolicznych wsi (1 229 mieszkańców wg ostatniego spisu pruskiego). Spośród tych, które potem weszły w skład miasta, a wtedy stanowiły odrębne gminy wiejskie, najludniejsze były Wielki Kack (949), Chylonia (905), Oksywie (720), Cisowa (548) i Kolibki (w skład których wchodziło Orłowo, 465). Charakter przysiółków lub osad folwarcznych miały Redłowo (281), Obłuże (228), Witomino (100), Chwarzno (76) i mniejsze osiedla. W pobliżu Gdyni znajdowały się dwa duże zespoły dworskie; rodziny von Brauchitsch w Małym Kacku oraz świeżo wykupiony z rąk niemieckiego właściciela przez Witolda Kukowskiego majątek Kolibki.

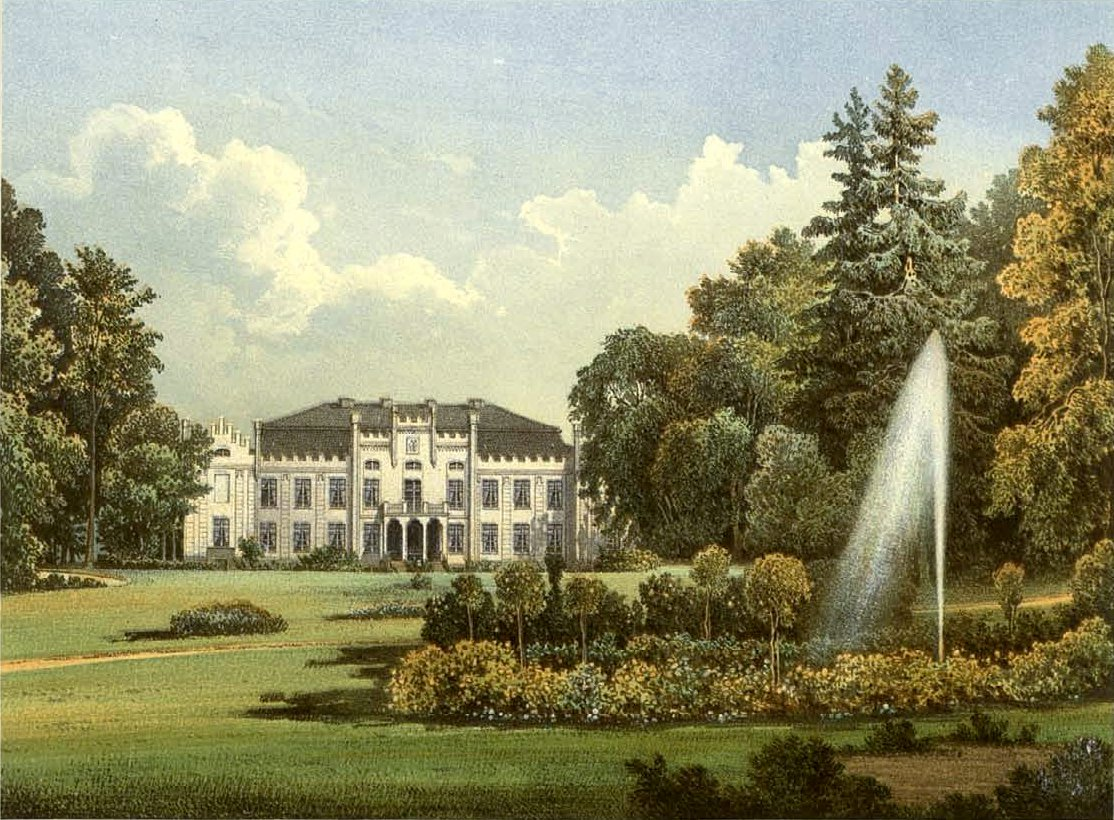
Majątek Klein-Katz

W roku 1920 tereny, które dzisiaj tworzą miasto Gdynia, były podzielone między 4 parafie katolickie: dwie średniowieczne: Michała Archanioła na Oksywiu (obecne dzielnice Oksywie, Obłuże, Pogórze, Babie Doły, Śródmieście, Grabówek, Działki Leśne, Kamienna Góra, Wzgórze, Witomino, Redłowo, Chwarzno-Wiczlino) oraz św. Apostołów w Chwaszczynie (Dąbrowa), a także św. Wawrzyńca w Wielkim Kacku (od 1906, Karwiny, Wielki Kack, Mały Kack, Orłowo) i św. Mikołaja w Chyloni (od 1915, Chylonia, Cisowa, Pustki Cisowskie, Leszczynki). Cały ten teren obejmowała istniejąca od roku 1823 parafia ewangelicko-augsburska w Małym Kacku, gdzie wcześniej istniał luterański zbór i gdzie od XVI wieku sprowadzano z Niemiec rzemieślników.

## Budowa portu wojennego

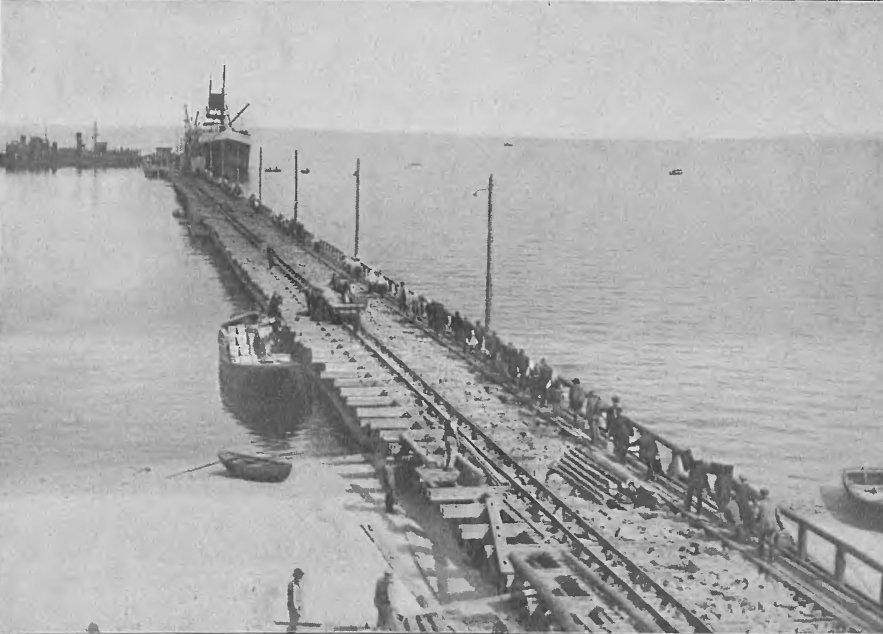
Pierwszy pirs i falochron (z lewej)

Początkowo bazę przyszłej marynarki wojennej planowano ulokować w Gdańsku, a po utworzeniu Wolnego Miasta w Tczewie. Wroga postawa władz gdańskich podczas wojny polsko-bolszewickiej sprawiła, że w Ministerstwie Spraw Wojskowych zaczęto poszukiwać innego miejsca. Szef Departamentu Spraw Morskich Kazimierz Porębski w początkach maja 1920 polecił Tadeuszowi Wendzie przeprowadzenie oględzin polskiego wybrzeża w celu m.in. wyboru miejsca dla budowy portu wojennego. W tym czasie polska morska flota wojenna w zasadzie nie istniała. Spodziewano się jednak przybycia po modernizacji w Wielkiej Brytanii byłych niemieckich torpedowców, planowano też zakupić kolejne okręty.
Wenda 20 czerwca przedstawił swój raport. Przeanalizował 8 potencjalnych lokalizacji, po czym wskazał Gdynię jako wariant najlepszy: za jej atuty uznał dogodną linię brzegową, dużą głębokość wód zatoki, osłonięcie od wiatrów, kotwiczne dno na redzie, niezamarzający tor wodny, względne oddalenie od granic państwa, bliską linię kolejową i obfitość wody słodkiej w postaci potoku Chylonka. Jego wątpliwości dotyczyły natomiast głębokości torfowisk. Rekomendacja została przyjęta przez Departament, MSW i rząd, który w październiku 1920 podjął decyzję o budowie w Gdyni „Tymczasowego Portu Wojennego i Schroniska dla Rybaków”. Nikt wówczas nie myślał jeszcze o lokalizacji w Gdyni portu handlowego.

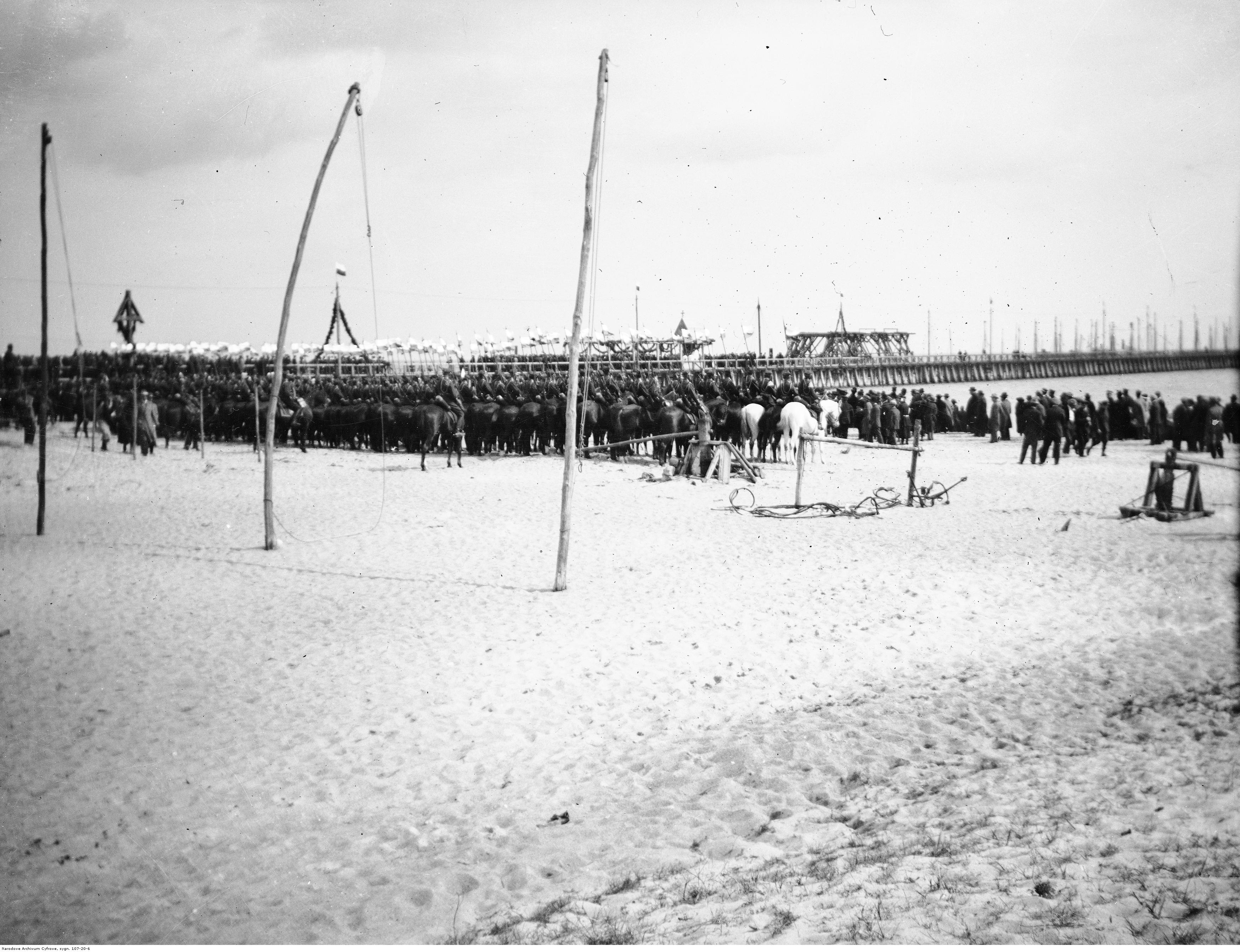
Otwarcie portu, 27 kwietnia 1923

Prace rozpoczęły się w maju 1921 według planów, które przedstawił Wenda. Najpierw na przyszłe tereny portowe doprowadzono bocznicę kolejową. W latach 1921–1922 zbudowano 550-metrowy kamienno-drewniany pirs. Po przezwyciężeniu załamania finansowego projektu w roku 1922 istniały już prostopadły falochron i mniejszy pirs rybacki, pogłębiono też powstały w ten sposób basen do 7 metrów oraz zbudowano szereg budynków i urządzeń portowych. We wrześniu 1922, przy okazji kolejnych problemów z finansowaniem, sejm przyjął ustawę o budowie portu; po raz pierwszy wspomniała ona o „porcie użyteczności publicznej”, a więc potencjalnie również o porcie handlowym. Wiosną 1923 odbyło się uroczyste otwarcie; oprócz kutrów rybackich w basenie portowym cumowały torpedowce i kanonierki.

## Ostatnie lata wsi Gdynia

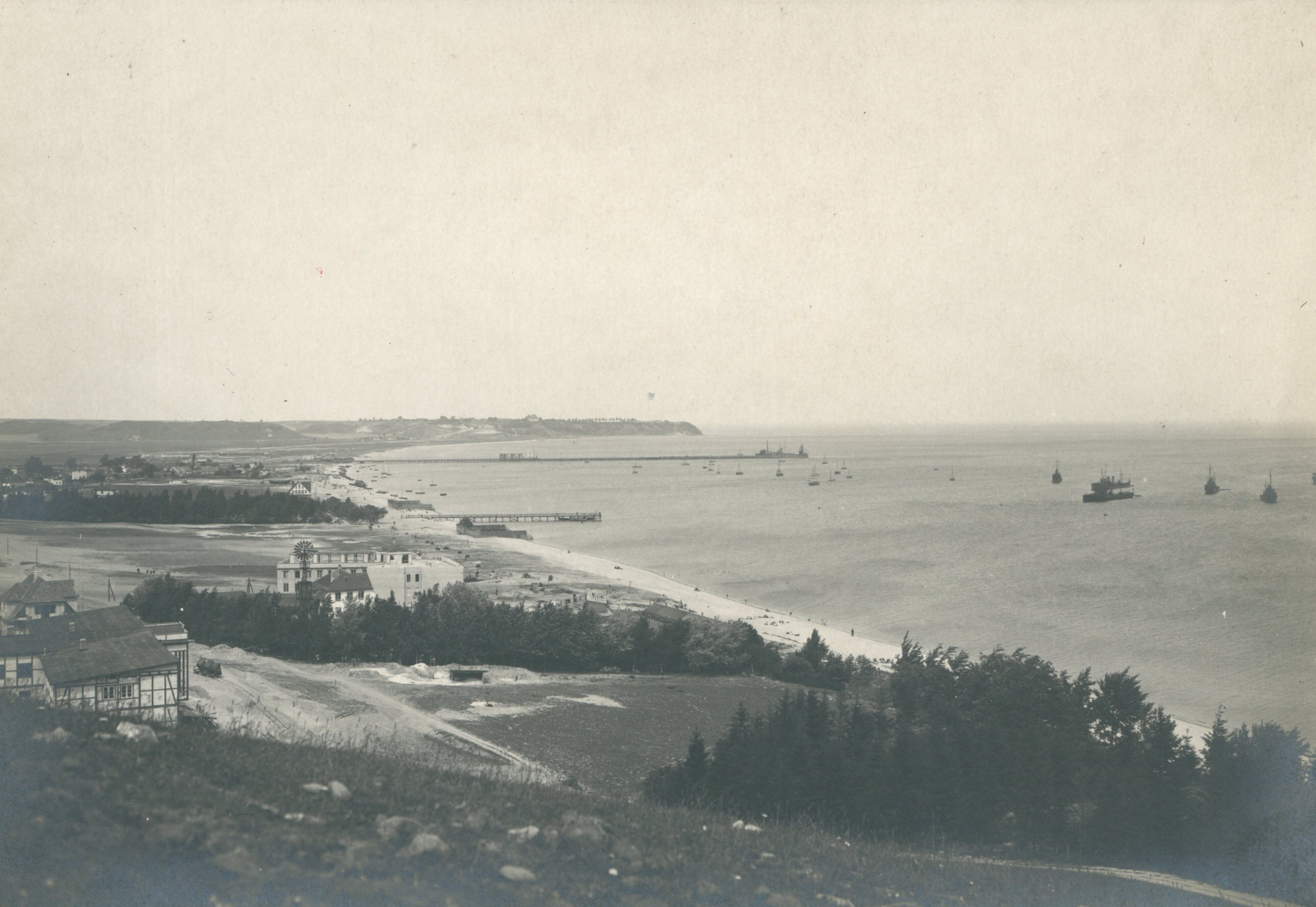
Brzeg morski w Gdyni, ok. 1925

Przeprowadzony we wrześniu 1921 – a więc już 4 miesiące po rozpoczęciu prac budowlanych – spis ludności wykazał we wsi Gdynia 1 268 mieszkańców (1 179 katolików, 82 ewangelików i 7 osób „innych wyznań”) i 132 budynki mieszkalne. Tylko niewielki odsetek utrzymywał się z rybołówstwa: we wsi mieszkało 23 „rybaków” lub było 20 „rodzin rybackich”; z drugiej strony, zarejestrowano w Gdyni 49 „łodzi rybackich”. W wyborach parlamentarnych z roku 1922 w Gdyni zwycięstwo odniósł ChZJN, zbierając ok. 48% głosów. Od czasu rozpoczęcia budowy portu wieś zaczęła gwałtownie zmieniać swój charakter. Ponieważ większość z ok. 600 ludzi zatrudnionych przy budowie w roku 1922 stanowili przyjezdni, doszło do żywiołowych przemian demograficznych: wśród młodych mężczyzn zaczęli przeważać przybysze, a kobiety znalazły się w znacznej mniejszości. Dla przyjezdnych zbudowano prowizoryczne baraki mieszkaniowe, natychmiast rozwinął się sektor usług związanych z zakwaterowaniem, wyżywieniem, etc. Jako baza marynarki wojennej Gdynia stała się też miejscowością garnizonową, w której stacjonowało kilkuset marynarzy. Wieś w ciągu kilkunastu miesięcy przestała być miejscem, gdzie niemal wszyscy się znają.

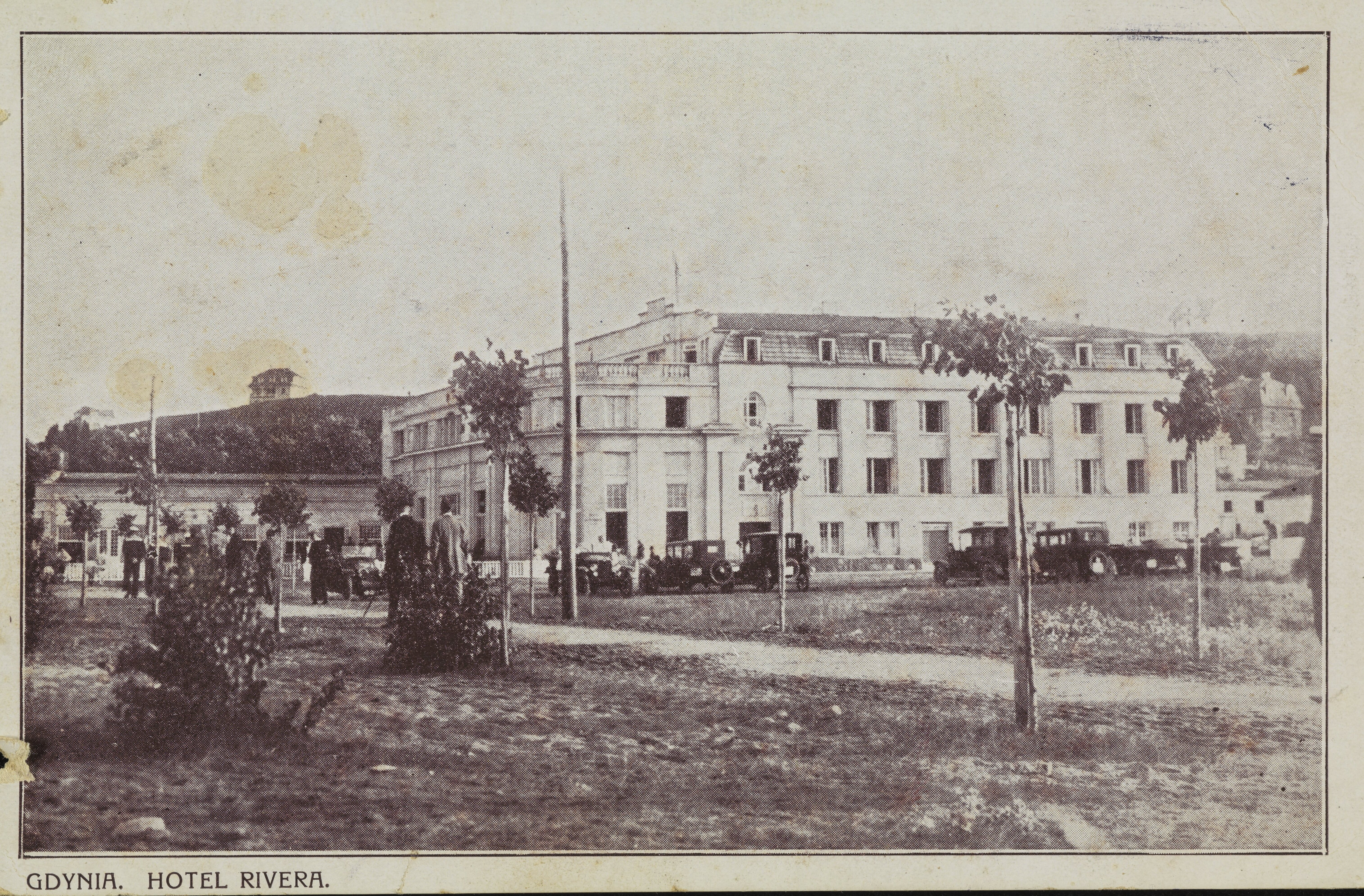
Hotel Polska Riwiera

Drugim przeobrażającym wieś procesem był rozwój sektora rekreacyjno-letniskowego, ułatwiony przez zbudowanie w roku 1921 linii kolejowej, omijającej Gdańsk. W 1923 roku rozpoczęto budowę nowego dworca kolejowego; uroczysty akt odbył się w obecności prezydenta RP Stanisława Wojciechowskiego. W pierwszej połowie lat 20. powstało w Gdyni kilkadziesiąt willi wypoczynkowych, pensjonatów i hoteli, w roku 1923 otwarto pierwszy wielkokubaturowy budynek, hotel Polska Riwiera, w roku 1925 zbudowano nowe łazienki kąpielowe i otwarto nowoczesny pawilon restauracyjno-widowiskowy, Casino. W okresie letnim w Gdyni przebywało 3 500 letników, a obrazy pól łubinu, suszących się na tyczkach sieci i Kaszubek w chustach ustępowały obrazom dansingów, warszawianek w strojach kąpielowych i wznoszących kurz automobili. Wzdłuż gruntowych ulic zaczęto budować drewniane chodniki, wśród pól wytyczano nowe ulice-drogi, a w roku 1924 odsłonięto pierwszy w ówczesnej Gdyni pomnik, honorujący Sienkiewicza; wakacje w Gdyni spędzali inni znani pisarze. Błyskawiczny wzrost cen gruntów spowodował, że wiele gdyńskich rodzin, przede wszystkim Skwierczów, w ciągu kilku lat wyrosło na finansowych potentatów. W roku 1924 konsekrowano przy ulicy Świętojańskiej nowy kościół, choć jeszcze przez kilka lat Gdynia należała do parafii oksywskiej.

## Gdynia miastem

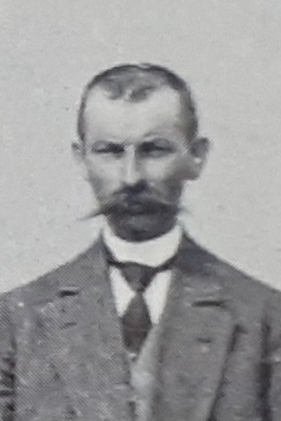
Jan Radtke

Pod koniec roku 1922 rada gminna z wójtem Radtke na czele podjęła starania o przyznanie Gdyni statusu miasta, kontynuowane w roku 1923 przez kolejną radę. Początkowo korespondencję prowadzono z urzędem wojewódzkim w Toruniu, a w roku 1924 podniesiono kwestię u władz w Warszawie. Szczegóły są nieznane, wiadomo jednak, że „sprawa się przeciągała”; w połowie lat 20. XX wieku mająca już ponad 10 tysięcy mieszkańców wieś Gdynia była ludniejsza od większości miast województwa pomorskiego. Do nadania praw miejskich doszło w wyniku swoistego zamachu stanu: w maju 1925 rada gminna podjęła samowolną decyzję o przyjęciu ustroju miejskiego. Nowy wojewoda pomorski Stanisław Wachowiak sprzyjał tym planom; w październiku zorganizował w Toruniu zjazd ministrów i doprowadził do zmian administracyjnych: z powiatów wejherowskiego i puckiego wydzielono niezamieszkałe tereny portowe, które przyłączono do Gdyni. W styczniu 1926 do Gdyni przyłączono Oksywie; protesty jego władz, również przed NSA, pozostały bezskuteczne. Wreszcie 10 lutego 1926 Rada Ministrów wydała rozporządzenie, zgodnie z którym od 4 marca 1926 Gdynia otrzymywała status miasta na terenie powiatu wejherowskiego.

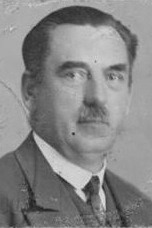
Augustyn Krauze

Ustrój miejski Gdyni przyjęto w oparciu o pruską ordynację miejską z roku 1853; jako przestarzała była nieadekwatna dla rozwijającego się miasta. W kwietniu 1926 wojewoda pomorski w uzgodnieniu z rządem mianował burmistrza komisarycznego, Augustyna Krauze. Spowodowało to z kolei protesty mieszkańców Gdyni i części prasy pomorskiej. Choć sam Krauze był Kaszubą z podgdyńskiego Pierwoszyna twierdzono, że komisaryczny charakter władz jest lekceważeniem miejscowych i formą realizacji obcych interesów. Ostatecznie rząd ustąpił i w listopadzie 1926 odbyły się normalne wybory do samorządu miejskiego. W grudniu nowi radni wybrali na burmistrza Krauzego; dotychczasowy wójt Jan Radtke został wybrany zastępcą burmistrza. W skład samorządu weszli mniej więcej po połowie gdyńscy Kaszubi i przybysze, którzy osiedlili się w Gdyni w początkach lat 20. Nowe miasto liczyło około 12 tysięcy mieszkańców.

## 1921–1945

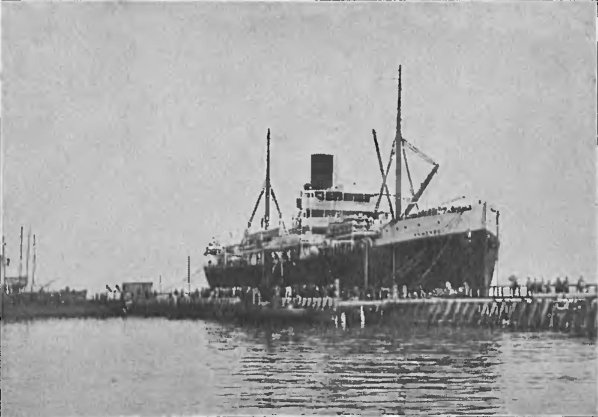
13 sierpnia 1923 zawinął pierwszy oceaniczny statek SS Kentucky

W kwietniu 1923 roku nastąpiło otwarcie portu tymczasowego, a w sierpniu tego samego roku przypłynął do Gdyni pierwszy pełnomorski statek, SS Kentucky pod banderą francuską. Kolejne realizacje etapów budowy portu doprowadziły do powstania portów: towarowego, rybackiego i pasażerskiego oraz stoczni.
W 1929 roku wybuchła afera z budową gmachu Poczty Głównej. Pracami budowlanymi kierował Edward Ruszczewski, który podczas budowy dopuszczał się nadużyć finansowych i malwersacji. Raport NIK stwierdził później, że gmach przepłacono ponad dziesięciokrotnie. Kosztował tyle co Opera Paryska. Początkowy kosztorys opiewał na 1,6 mln zł, a faktyczny koszt wyniósł ponad 4,8 mln zł. Inż. Ruszczewski trafił do więzienia.
W 1930 roku uruchomiono pierwszą regularną linię pasażerską Gdynia–Nowy Jork.
W 1934 roku Gdynia stała się największym portem na Bałtyku pod względem wielkości przeładunków, a zarazem najnowocześniejszym portem w Europie. W maju 1936 roku miasto liczyło 83 tys. mieszkańców, w grudniu tego samego roku 102 tys., zaś w 1939 roku już 127 tys. Gwałtowny wzrost liczby mieszkańców spowodowany był napływem rąk do pracy z całego prawie kraju, a szczególnie z Pomorza. Pomimo rozwoju, w latach 30. około 30% ludności mieszkało w ok. 2,5 tys. prymitywnych bud i baraków, co opisał Melchior Wańkowicz w „Wiadomościach Literackich” w 1937 r.

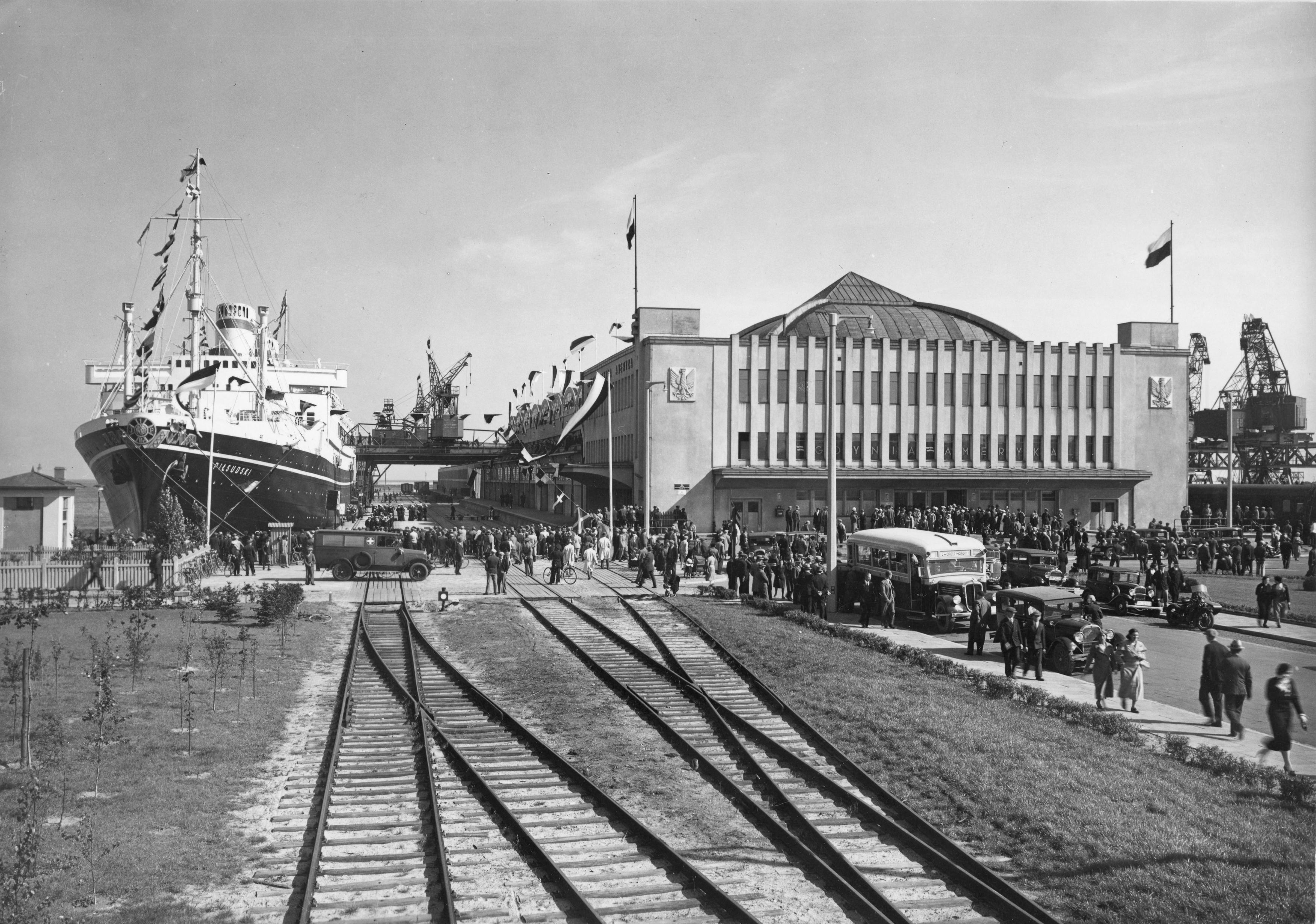
MS Piłsudski przy Dworcu Morskim

Pięć dni przed wybuchem II wojny światowej na placu Grunwaldzkim dał koncert Jan Kiepura, a dochód przeznaczono na Fundusz Obrony Morskiej.
Po obronie Gdyni i Kępy Oksywskiej we wrześniu 1939 roku miasto dostało się pod okupację niemiecką. Okupanci zmienili nazwę miasta na Gotenhafen, prawie całą polską ludność wysiedlili w inne rejony okupowanego kraju. Gotenhafen była dla Kriegsmarine bezpiecznym portem, aż do roku 1944 wolnym od alianckich nalotów. Była to ważna baza niemieckiej floty podwodnej, a pod koniec wojny punkt ewakuacyjny dla wojska i ludności cywilnej uchodzącej na zachód przed zbliżającymi się oddziałami Armii Czerwonej.

## Po 1945

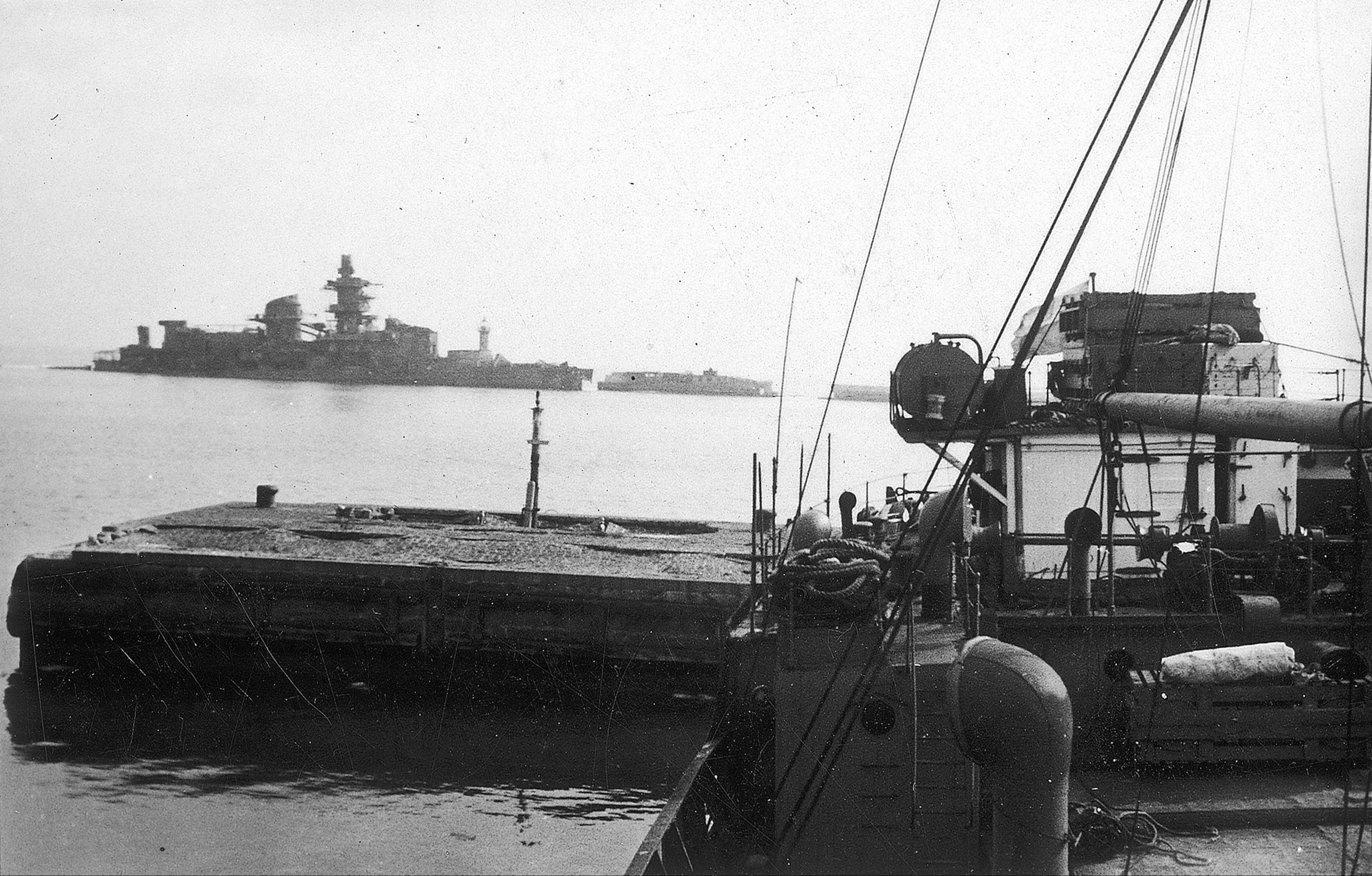
Zalany betonem wrak Gneisenau na wejściu do portu

II wojna światowa spowodowała znaczne zniszczenia portu. Wycofujący się Niemcy na kilka dni przed opuszczeniem miasta zatopili na wejściu awanportu i zalali betonem pancernik Gneisenau; celem operacji było uniemożliwienie wykorzystania portu przez marynarkę radziecką. Samo miasto nie uległo większym zniszczeniom. W 1945 roku Gdynia liczyła jedynie 74 tys. mieszkańców.
Na podstawie dekretu PKWN z 31 sierpnia 1944 zostały utworzone miejsca odosobnienia, więzienia i ośrodki pracy przymusowej dla „hitlerowskich zbrodniarzy oraz zdrajców narodu polskiego”. Obóz pracy nr 98 Ministerstwo Bezpieczeństwa Publicznego utworzyło w Gdyni.
18 stycznia 1946 roku została utworzona Oficerska Szkoła Marynarki Wojennej.
W 1947 Gdynia została odznaczona Orderem Krzyża Grunwaldu.
30 marca 1949, w czwartą rocznicę zdobycia Trójmiasta przez Armię Czerwoną, wspólnie obradujące Miejskie Rady Narodowe Gdańska, Gdyni i Sopotu specjalną uchwałą przyznały marszałkowi Konstantemu Rokossowskiemu tytuł Honorowego Obywatela Gdańska i Gdyni.
W grudniu 1970 roku stoczniowcy i mieszkańcy Gdyni zaprotestowali przeciwko istniejącemu porządkowi politycznemu. W wyniku reakcji sił bezpieczeństwa były ofiary śmiertelne i ranni. Wydarzenia te upamiętniają m.in. Pomnik Ofiar Grudnia 70 stojący w pobliżu Stoczni Gdyńskiej i 23-metrowy krzyż stojący przy Urzędzie Miasta.